# Jerolim Malinar
Jerolim Malinar (negdje i kao Jeronim) (Vrata, Fužine, 30. rujna 1897. – nepoznato mjesto, 15. srpnja 1945.), hrv. istaknuti i aktivni javni katolički djelatnik, angažiran u brojnim katoličkim i humanitarnim akcijama, djelatni član katoličkih organizacija, novinar, hrvatski mučenik i rodoljub

## Životopis
Rodio se je kao osamnaesto, posljednje dijete majke Margarete (rođene Beljan)  i oca Martina Malinara u malom goranskom mjestu Vratima, nedaleko od Fužina, u katoličkoj željezničarskoj obitelji. Kršten je u Župnoj crkvi sv. Antuna u Fužinama. Zbog gladi krajem devetnaestog i početkom dvadesetog stoljeća u Gorskom kotaru koja je nastupila zbog slabog uroda krumpira, glavne namirnice tog kraja, mnoga braća i sestre iselili su u druge krajeve, jedna je sestra umrla od sušice. Jerolim je učio zanat za elektro-strojara u mlinu u susjednim Fužinama. 1913. mati ga je odvela u Zagreb na naukovanje i školovanje (u školu Mađarskih državnih željeznica). Po završetku naukovanja i školovanja zaposlio se je u radionicama Državnih željeznica u Zagrebu kao elektro-strojar. Do 23. godine umrla su mu oba roditelja.
Otkako je došao u Zagreb i s majkom posjetio Baziliku Srca Isusovog, život mu se do smrti odvijao od okriljem te crkve i svećenika isusovaca. Budući da je od rođenja osjetio teški život, za životni si je cilj postavio, da svojim trajnim djelovanjem kroz čitav svoj život biti od pomoći i koristi onima koji teško žive, koji su bilo na koji način ugroženi. Stoga se je uključio u karitativni rad. Vrlo je aktivan u katoličkim organizacijama: od 1919. Hrvatsko omladinsko katoličko društvo "Kačić", a 1930-ih u Orlovskoj organizaciji gdje dolazi u kontakt s Ivanom Merzem, Milanom Beluhanom, Ivanom Protulipcem i dr. Osnovao je Malinar 1920. katoličko djetićko društvo “Eckert” (nazvano u čast Rudolfa Eckerta, mladog katoličkog intelektualca i majstora pera, koji je uređivao prvi katolički dnevnik Riječke novine), organizirao je prihvat svojih štićenika u aktivnijim katoličkim obiteljima, organizirao je prihvat i prenoćište za katoličku mladež (šegrte i kalfe), koja je dolazila iz provincije za naukovati zanate u Zagrebu, a za centar za prihvat i prenoćište sam je izradio namještaj i opremu. Još 1921. godine odgovorni je urednik glasila hrvatske katoličke mladeži "Mladost". Otkako je osnovan Hrvatski katolički omladinski savez kolovoza 1922., Malinar je bio tajnik, a predsjednik Ivan Merz. 1923. godine sudionik osnivanja i organiziranja samostalnog Hrvatskog katoličkog orlovskog saveza, nastalog ujedinjenjem Hrvatskog katoličkog omladinskog saveza s Orlovskim pod-savezom). Sudionik je sveorlovskih sletova i hodočašća. Osim vođenja lista Mladosti, upravljao je Hrvatskim seljačkim novinama i Narodnom politkom. Uređivao je i Katolički list. Pisao o organizaciji i radu katoličkih društava u Hrvatskoj. Osim pisanja, potrebitima je materijalno pomagao. Surađivao s Vlastom Arnold, djelatnicom u vrhu organizacije hrvatskih katoličkih žena.
Kad je umro bl. Ivan Merz, Malinar je svoju orlovsku odoru dao je Merzovim roditeljima pa je bl. Ivan u njoj bio pokopan.
Kad je uspostavljena NDH, ponuđene su mu neke više političke dužnosti u Ustaškom pokretu i u državnoj vlasti, no sve ih je odbio, kao i sve ponuđene privilegije i razne povlastice. Ipak, više desetljeća jugoslavenskog velikosrpsko-monarhofašističkog terora nad Hrvatima imalo je za posljedicu da je jedva dočekao stvaranje hrvatske države, makar i pod Osovinom. Obnova hrvatske države oduševila je Malinara, te je, kao što je u ono vrijeme napravio poveliki dio građana Hrvatske i katolika, stupilo u Ustaški pokret koji je onda bio hrvatska politička stranka, jer su onda to doživjeli kao stranku koja je pokret za Hrvatsku. Taj je početni zanos ovom novom slobodnom Hrvatskom ubrzo splasnuo kad se doznalo da je sloboda plaćena ustupanjem hrvatskog priobalja i otoka Italiji, da je neovisnost samo na papiru jer Hrvatsku drži pola fašistička Italija, a pola Treći Reich, a sami Hrvati ne mogu ništa napraviti bez njihovog odobrenja, i što je još gore bilo, morali su sprovoditi sve što zapovijede osovinski gospodari, jer svaki je pogovor ili protivljenje značilo ugrozu vlastitog života.
Isto tako je prihvatio uz svoj redovni posao u svojoj knjigovežnici, volontirati na korist siromašnima i onima bez skrbnika, što je činio i u mladosti: humanitarni rad. Tako je postao pobočnikom za socijalnu skrb u Ustaškom taboru za Črnomerec, koji je onda obuhvaćao cijeli zapadni dio grada Zagreba. U teškim je ratnim vremenima pomagao svima onima kojima je ta pomoć bila potrebna bez obzira na njihovu nacionalnost i vjeru.
Bio je dobar poznavatelj teme hrvatskih odlikovanja. Imao je najveću zbirku odlikovanja i medalja u Zagrebu i u Hrvatskoj i često su ga posjećivali visoki časnici iz Hrvatskog domobranstva (kao što su generali Slavko Štancer i Ivan pl. Perčević, te zrakoplovni pukovnik Jakov pl. Machiedo), ali i drugi. Napisao je knjižicu "Hrvatska odlikovanja" koja je tiskana kao poseban otisak katoličkog godišnjaka Danice za 1943. godinu u izdanju Društva svetog Jeronima u Zagrebu. Pripremao je i opsežniju knjige o hrvatskim odlikovanjima, koja je zbog ratnih i zatim poratnih okolnosti ostala u rukopisu.
Naivno je vjerovao da će moći svakome dokazati svoju nedužnost. Nije reagirao niti kad ga je prijatelj Viktor Kmoniček, komunist i aktivist, neposredno partizanskog ulaska u Zagreb zamolio neka se skloni kod njega (na Krijesnicama), jer da će prvih dana biti mnogo pogubljenja, te će mnogo nedužnih ljudi stradati. Malinarov prijatelj tim je činom riskirao i svoj život, a u korist Jerolima Malinara, kojeg visoko cijeni kao čovjeka. Jerolimov je sin Boris od 6. svibnja u Narodnoj zaštiti, naoružanoj organizaciji kojoj je zadaća bila ćuvati od pljačke i mogućih obračuna grad. Time se spriječili pljačke, provale u stanove, oružane ispade ili obračune među građanstvom. 10. svibnja partizani su na prijevaru Jerolima odveli od obitelji na saslušanje u partizanski štab za taj dio grada. Supruga je doznavši za to, požurila se u štab i odrješito upozorila partizanske časnike, neka paze što joj čine suprugu, jer joj je njezin brat u Titovom Glavnom štabu (takve informacije je imala o bratu Vladimiru, koji je bio u partizanima). Našla je muža vezana rukama za leđa žicom. Te noći nije ubijen. Bio je zatočen u logoru na Kanalu. Obitelj se nadala da će ga pustiti. U međuvremenu je jugokomunistička grabež krenula. Njegovu knjigovežnicu preuzela je II. jugoslavenska armija, a obitelji je bio zabranjen pristup.
Čim su jugokomunističke postrojbe (v. lajbek milicija) ušle u Zagreb poput tolikih hrvatskih rodoljuba strijeljan je 15. srpnja 1945. na nepoznatom mjestu i do danas mu se ne zna za grob.
Obitelj je iz novina doznala za njegovu sudbinu. Presudom partizanskog suda "u ime naroda" osuđen je zbog djela "narodnog neprijatelja" na kaznu smrti strijeljanjem i trajan gubitak svih političkih i pojedinih građanskih prava i konfiskaciju imovine. Konfiscirana (oduzeta) je sva njegova imovina, i ostade za njim udovica Vera r. Jesensky s četvero malodobne djece i to bez ikakvih prihoda. Pismenu obavijest od suda dobila je tek u rujnu te godine. Dotad je živjela u nadi da je negdje živ, makar na prisilnom radu u rudniku u Srbiji ili u Sibiru.

## Odlikovanja
- 1933. Papinsko odlikovanje za sudjelovanje u organizaciji i vođenju hrvatskog hodočašća u Rim[7]